# Равнодневица
| Датум и време по УТ-у еквиноција и солстиција на Земљи | Датум и време по УТ-у еквиноција и солстиција на Земљи | Датум и време по УТ-у еквиноција и солстиција на Земљи | Датум и време по УТ-у еквиноција и солстиција на Земљи | Датум и време по УТ-у еквиноција и солстиција на Земљи | Датум и време по УТ-у еквиноција и солстиција на Земљи | Датум и време по УТ-у еквиноција и солстиција на Земљи | Датум и време по УТ-у еквиноција и солстиција на Земљи | Датум и време по УТ-у еквиноција и солстиција на Земљи |
| догађај                                                | равнодневица                                           | равнодневица                                           | солстициј                                              | солстициј                                              | равнодневица                                           | равнодневица                                           | солстициј                                              | солстициј                                              |
| месец                                                  | март                                                   | март                                                   | јун                                                    | јун                                                    | септембар                                              | септембар                                              | децембар                                               | децембар                                               |
| година                                                 |                                                        |                                                        |                                                        |                                                        |                                                        |                                                        |                                                        |                                                        |
| година                                                 | дан                                                    | време                                                  | дан                                                    | време                                                  | дан                                                    | време                                                  | дан                                                    | време                                                  |
| ------------------------------------------------------ | ------------------------------------------------------ | ------------------------------------------------------ | ------------------------------------------------------ | ------------------------------------------------------ | ------------------------------------------------------ | ------------------------------------------------------ | ------------------------------------------------------ | ------------------------------------------------------ |
| 2010.                                                  | 20.                                                    | 17:32                                                  | 21.                                                    | 11:28                                                  | 23.                                                    | 03:09                                                  | 21.                                                    | 23:38                                                  |
| 2011.                                                  | 20.                                                    | 23:21                                                  | 21.                                                    | 17:16                                                  | 23.                                                    | 09:04                                                  | 22.                                                    | 05:30                                                  |
| 2012.                                                  | 20.                                                    | 05:14                                                  | 20.                                                    | 23:09                                                  | 22.                                                    | 14:49                                                  | 21.                                                    | 11:12                                                  |
| 2013.                                                  | 20.                                                    | 11:02                                                  | 21.                                                    | 05:04                                                  | 22.                                                    | 20:44                                                  | 21.                                                    | 17:11                                                  |
| 2014.                                                  | 20.                                                    | 16:57                                                  | 21.                                                    | 10:51                                                  | 23.                                                    | 02:29                                                  | 21.                                                    | 23:03                                                  |
| 2015.                                                  | 20.                                                    | 22:45                                                  | 21.                                                    | 16:38                                                  | 23.                                                    | 08:20                                                  | 22.                                                    | 04:48                                                  |
| 2016.                                                  | 20.                                                    | 04:30                                                  | 20.                                                    | 22:34                                                  | 22.                                                    | 14:21                                                  | 21.                                                    | 10:44                                                  |
| 2017.                                                  | 20.                                                    | 10:28                                                  | 21.                                                    | 04:24                                                  | 22.                                                    | 20:02                                                  | 21.                                                    | 16:28                                                  |
| 2018.                                                  | 20.                                                    | 16:15                                                  | 21.                                                    | 10:07                                                  | 23.                                                    | 01:54                                                  | 21.                                                    | 22:23                                                  |
| 2019.                                                  | 20.                                                    | 21:58                                                  | 21.                                                    | 15:54                                                  | 23.                                                    | 07:50                                                  | 22.                                                    | 04:19                                                  |
| 2020.                                                  | 20.                                                    | 03:50                                                  | 20.                                                    | 21:44                                                  | 22.                                                    | 13:31                                                  | 21.                                                    | 10:02                                                  |
| 2021.                                                  | 20.                                                    | 09:37                                                  | 21.                                                    | 03:32                                                  | 22.                                                    | 19:21                                                  | 21.                                                    | 15:59                                                  |

Равнодневица или еквиноциј (лат. aequinoctium: једнаконоћје) дан је када ноћ и обданица једнако трају. Постоје две равнодневице: пролећна и јесења. Пролећна равнодневица је, углавном, 20. марта и означава почетак пролећа на северној хемисфери, а јесен на јужној. Јесења равнодневица је најчешће 22. септембра и означава почетак јесени на северној, а пролећа на јужној хемисфери. Датум равнодневица може да осцилује један дан у зависности од године. Разлог је што тропска година траје шест сати дуже од непреступне календарске године. Тачан датум равнодневнице је дан када Сунце буде у гама (пролећна равнодневица), односно у омега тачки (јесења равнодневица), то јест када пресече небески екватор при свом кретању по еклиптици.
Сунце на свом привидном кретању по еклиптици пролази кроз пролећну тачку у тренутку прољећне равнодневице и јесењу тачку у тренутку јесење равнодневице. Тада је дневни лук једнак ноћном, те обданица и ноћ трају по 12 сати. Пролећна и јесења тачка немају сталан положај међу звездама, већ се годишње помичу за 50,25" усусрет Сунцу (прецесија равнодневица). Разлог је прецесија Земљине осе. Због помака, Сунчева година (тропска година) је краћа за 20 минута од звездане (сидеричке) године. За време равнодневице смерови изласка и заласка Сунца су најближи тачним смеровима истока и запада, а у тренутку равнодневице Сунчеви зраци обасјавају Земљин екватор под правим углом. Трајање дана и ноћи износи приближно 12 сати, али због деловања Земљине атмосфере није потпуно једнако. Од 2008. до 2101. године, пролетна равнодневница пада 19. или чешће 20. марта.
Пролетна тачка је једно од два пресецишта небеског екватора и еклиптике, где Сунце у привидном годишњем кретању прелази с јужне на северну небеску хемисферу, што се догоди око 21. марта. Тада је астрономски почетак пролећа. Због Земљине прецесије и нутације, пролећа тачка непрестано се помиче међу звездама и данас се налази у сазвежђу Риба, а носи знак Овна, јер је у доба када је данашњи знак стандардизован била у том сазвежђу. За време Платонове године пролећна тачка опише пуни круг по еклиптици.
Јесења тачка је једно од два пресецишта еклиптике и небеског екватора, у којем Сунце у привидном годишњем кретању са северне небеске хемисфере прелази на јужну, што се догоди око 23. септембра. Тада је астрономски почетак јесени. Због Земљине прецесије и нутације, јесења тачка непрестано се помиче међу звездама и данас се налази у сазвежђу Девица, а носи знак Ваге, јер је у доба када је данашњи знак стандардизиран била у том сазвежђу.

## Утицај Земљине путање на климу
При обилажењу Сунца, ос Земљине вртње заузима сасвим одређен положај. Она није нормална на раван кретања, већ је од нормале отклоњења за 23,44° (нагиб осе). За једнаки угао, угао приклона или инклинације, нагнут је и екватор према равни кретања (еклиптика). Тај нагиб осе Земљине вртње доводи до последица које су од велике важности за човечанство, до промене годишњих доба. Смер којим се Земља креће око Сунца исти је као и смер вртње. Земља обилази око Сунца као што се закреће десни вијак, који напредује на северну страну.

### Еклиптика
Непосредне астрономске последице Земљиног обиласка око Сунца (револуције Земље) јесу привидно кретање Сунца (годишње кретање Сунца) и годишња промена ноћног неба. Проматрајући Сунце, пројицира се у неко подручје неба (небеска сфера); на пример 23. септембра Сунце се види у сазвежђу Девице. Спојница повучена од Земље до Сунца према небеској сфери стално се закреће у току нашег кретања. Слика Сунца на небу „непрестано бежи”, и то такође у смислу вртње десног вијка. Кружница којом се Сунце привидно креће међу звездама зове се еклиптика. Кретање Сунца одвија се еклиптиком од запада према истоку, што је управо супротно смеру дневног кретања небеске сфере. Кретање Сунца међу звездама је оптичка варка, настала посматрањем Сунца с покретне Земље. Сазвежђа кроз која Сунце на тај начин „пролази” зову се сазвежђима зодијака или животињског појаса. Како пуни угао (360°) има отприлике исто толико ступњева колико у година има дана, Сунце ће еклиптиком у једном дану прелазити око 1°.
Сунце се креће међу звездама које се налазе на дневној страни небеске сфере, али то његово релативно помицање се не запажа директно. Зато се на ноћној страни види да се звезде смењују из дана у дан, од месеца до месеца. Мења се видљиво подручје ноћног неба. Будући да се спојница од Сунца до Земље према небеској сфери закреће на исток, ново звездано подручје ниче на источном обзору. Закључује се да се годишње кретање неба одвија од истока према западу, исто као и дневно кретање неба, а супротно од годишњег кретања Сунца међу звездама.

### Годишња доба
С обзиром на положај Земљиног екватора према смеру Сунчевих зрака, разликују се у току године 4 важна тренутка, а то су почеци годишњих доба. За датуме почетака годишњих доба условно се узима: пролеће 21. марта, лето 21. јуна, јесен 23. септембра и зима 21. децембра, јер том правилном изменом најчешће и започињу годишња доба. У тим важним тренуцима Сунце је пројектовано у 4 главне тачке еклиптике: пролећну, летњу, јесењу и зимску тачку. Ако се посматрају из положаја Сунца, запазиће се да су оне размакнуте за прави угао.
Однос Земље и Сунца 21. марта и 23. септембра је такав да тих дана смер линије који спаја центар Земље с центром Сунца пролази тачно уздуж равни екватора, док је Земљина оса вртње нормална на ту спојницу. Сунчеви зраци падају стога нормално на сва места која се налазе на Земљином екватору. Друкчије речено, на местима са земљописном ширином 0°, Сунце ће се у горњој кулминацији наћи у зениту. На Земљиним половима, где је земљописна ширина +90° или -90°, Сунце ће „лежати” на обзору. Обасјана су места свих земљописних ширина. Тих датума Сунце ће пресећи небески екватор. Почетком пролећа, 21. марта, Сунце ће проћи пролећном тачком ♈ која се налази у сазвежђу Овна. Почетком јесени, 23. септембра, Сунце ће проћи јесењом тачком ♎ која се налази у сазвежђу Ваге. У оба тренутка дужина дана и ноћи једнака је на целој Земљи, те се ти дани називају равнодневице или еквиноцији.
После почетка пролећа, Земља путује око Сунца тако да јој је подручје Северног пола све више окренуто Сунцу. Дана 21. јуна, када Сунце пролази кроз летњу тачку ♋' која се налази у сазвежђу Рака, Сунчеви зраци обасјавају цели северни ледени појас и Сунце је тамо изнад обзора. Паралела на северној земљописној ширини 66° 33′ 39″ С читав је дан обасјана Сунцем. Она се назива северном поларницом (поларни круг). Истог тренутка Сунчеви зраци падају нормално на места северне земљописне ширине 23° 26′ 21″ С, те ће у тим местима Сунце у току дана проћи кроз зенит. Северније од тих места Сунце никада не може проћи кроз зенит. Паралела на северној земљописној ширини 23° 26′ 21″ С зове се северна или Ракова обратница. На свом „путу” према северу Сунце је „застало”, те ће после тог датума обасјавати вертикално места са земљописним ширинама мањим од 23° 26′ 21″ С. То је разлог зашто се први дан лета назива летњим сунцостајем или солстицијем. До тог дана Сунце се небеском сфером удаљавало од екватора, а после тог дана му се приближава.
С доласком у јесењу тачку, Сунце ће тло на екватору поновно обасјавати под правим углом. С даљим путовањем Земље по стази Сунце првог дана зиме, 21. децембра, привидно стиже у зимску тачку ♑ која се налази у сазвежђу Јарца. Сада је стање на Земљиној јужној хемисфери потпуно једнако стању које је првог дана лета владало на северној. То је зимски сунцостај. Сунце пролази кроз зенит кроз места јужне земљописне ширине 23° 26′ 21″ Ј, а паралела се назива јужном или Јарчевом обратницом. На Јужном полу је тада висина Сунца 23,5° изнад обзора. Сва места јужне земљописне ширине 66° 33′ 39″ Ј, један су читав дан обасјана Сунцем; ту је јужна поларница. Јужнија места обасјана су и више од једног дана. На самом Јужном полу расвета траје половину године.
Годишњи циклус завршава с повратком Сунца у пролећну тачку. То је циклус промене годишњих доба или сезона, назван тропска или Сунчева година. Праћење периода измене годишњих доба било је једним од најважнијих практичких задатака астрономије у прошлости, због важности коју та измена има у људској делатности. Стога је већ врло рано и у појединачним, међусобно одвојеним цивилизацијама, постигнута висока тачност одређивања трајања године. Тропска или Сунчева година је једнака 365 d 5 h 48 min 46 s или 365,24219 дана.